# 诺维罗剧院
诺维罗剧院（Novello Theatre）是一个西区剧院，位于英国伦敦西敏市奧德維奇。
该剧院于1905年5月22日开幕，名为华尔道夫剧院（Waldorf Theatre），与奧德維奇剧院成对，位于华尔道夫希尔顿酒店两侧，均由W. G. R. Sprague设计。1909年该剧院更名为Strand Theatre。1911-1913年间曾用名Whitney Theatre。2005年改为现名。
1971年7月20日，该剧院列为II级登录建筑。 当前座位容量是1105人。

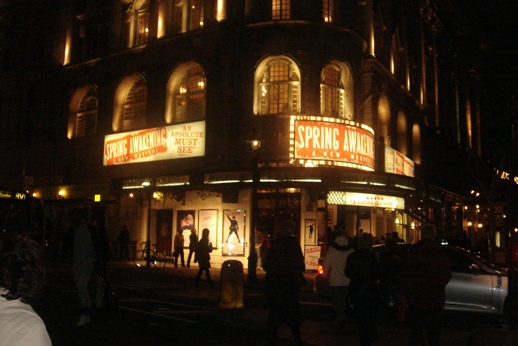

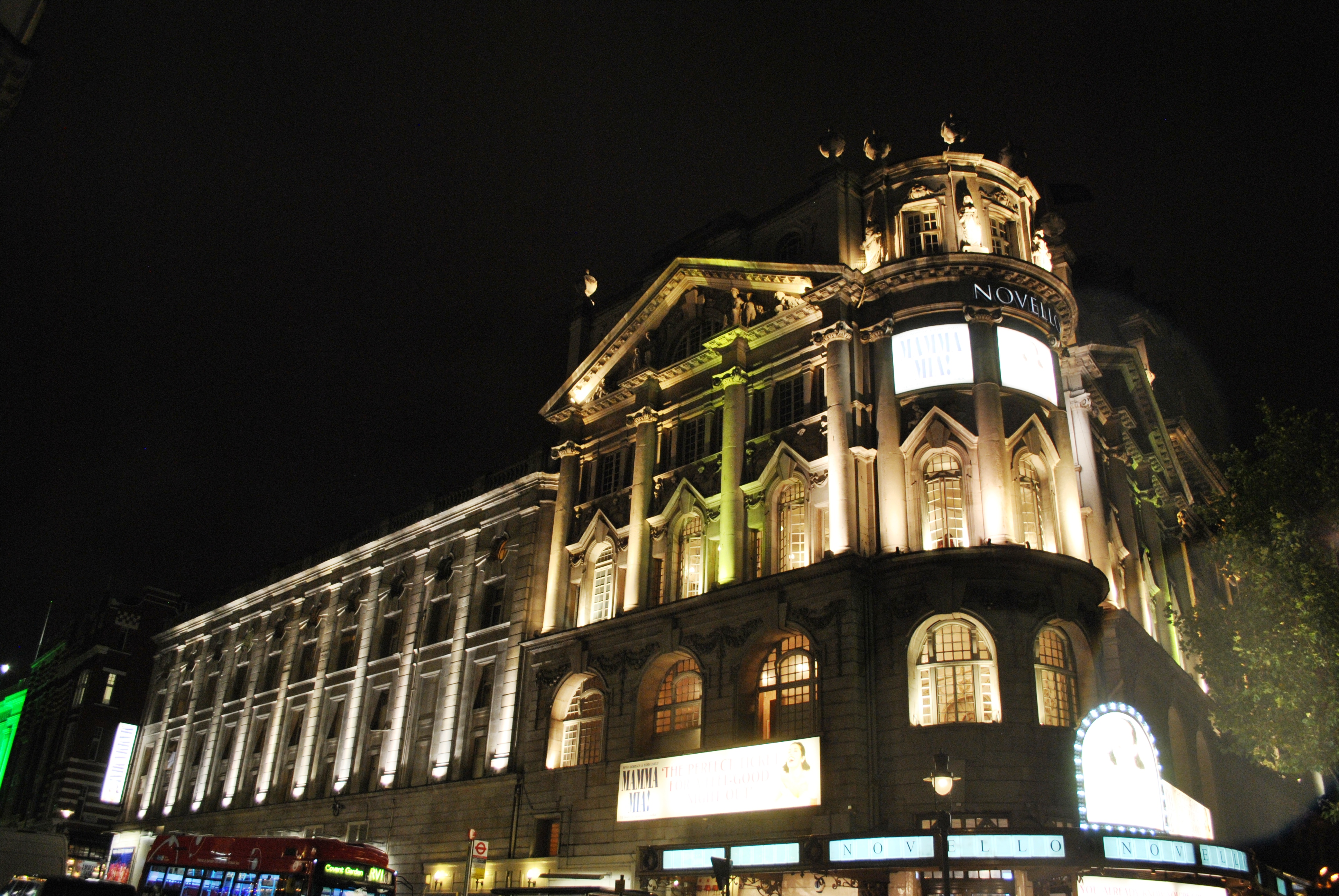